# Václav Dlauhoweský
Václav Dlauhoweský (* 16. srpna 1946 Písek) je příslušník českého šlechtického rodu Dlauhoweských z Dlouhévsi. Po sametové revoluci s otcem zrestituoval zámek Němčice.

## Původ a život

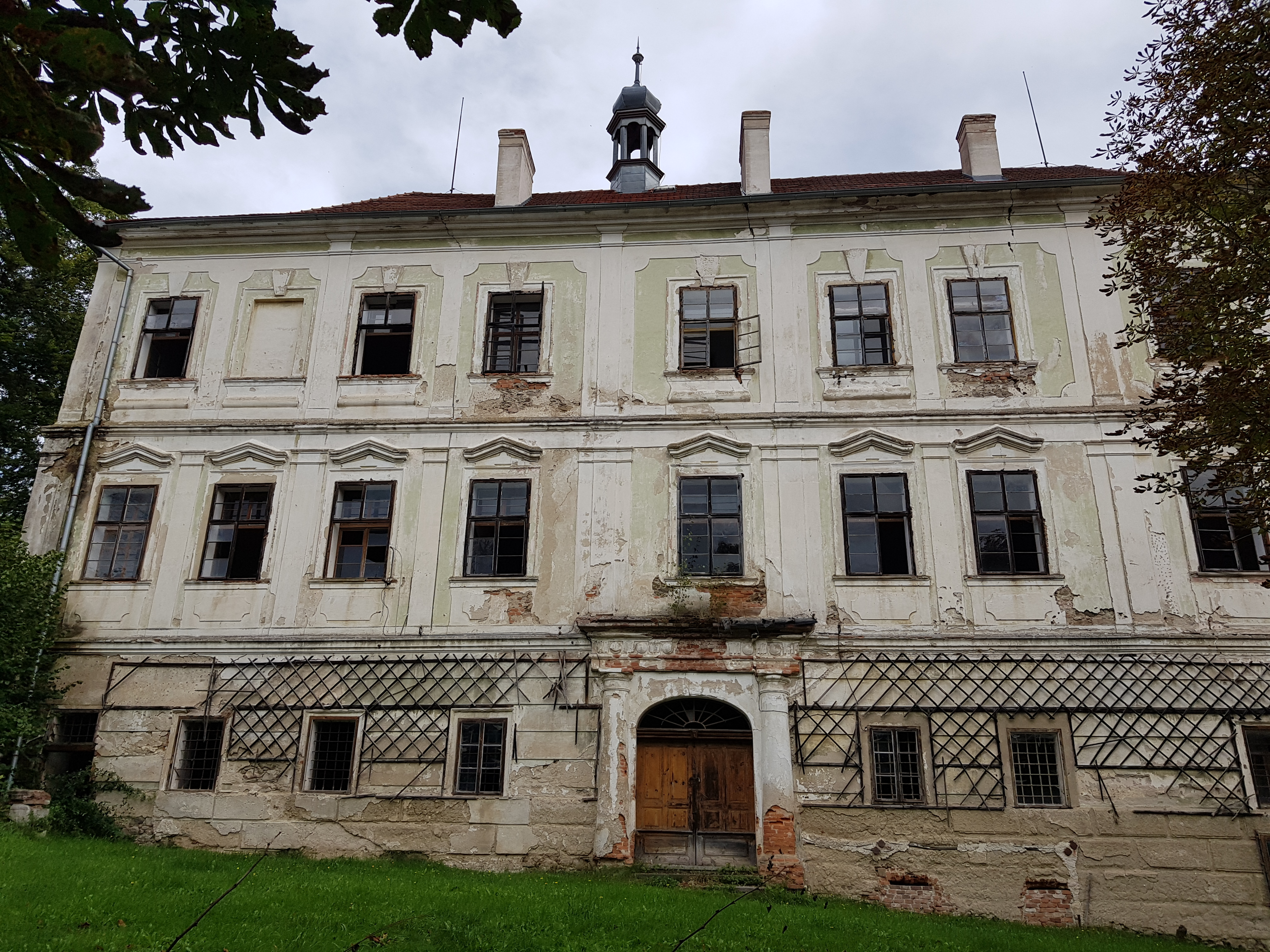
Zámek Němčice v okrese Strakonice

Narodil se jako syn Jana Ignáce Dlauhoweského (1909–1996) a jeho manželky Elišky, roz. Dusilové (1910–2001). Měl bratra Jana (1948–1971), který zemřel v nemocnici v Hradci Králové po motocyklové havárii.
Jako dítě bydlel na zámku Němčice, po komunistickém převratu se rodina musela vystěhovat, bydleli ve Smečně, kde dochodil základní osmiletou školu, a od roku 1961 v Broumově. Tam navštěvoval učiliště a poté studoval na střední zemědělské škole. Maturoval v roce 1965. V důsledku politického uvolnění 60. let směl vystudovat zvěrolékařství. V roce 1968 mohl emigrovat do zahraničí k příbuzným, ale rozhodl se zůstat. Během základní vojenské služby ani po ní už mu komunistický režim nekladl větší překážky. Dokonce mu nabídli členství v komunistické straně, které samozřejmě odmítl.
Pracoval jako obvodní veterinář, po roce 1989 se stal ředitelem okresní veterinární správy v Náchodě.
Po roce 1989 s otcem restituoval zdevastovaný zámek Němčice, 520 hektarů půdy včetně lesa a pět hektarů rybníků.

## Rodina
Po vojně se 28. prosince 1972 v Polici nad Metují oženil s Janou Lelkovou (* 17. května 1948 Náchod), která nemá urozené předky. Seznámili se na zemědělském učilišti. Absolvovala fakultu zemědělského inženýrství. Narodili se jim tři synové:
- 1. Jan (* 1. 7. 1973 Broumov), provozoval restaurační zařízení a kavárnu.[13] Žije v obci Zábrodí, kde  v roce 2005 založil stavební společnost[14] a kde od roku 2010 působí jako starosta.[15]
  - ∞ (9. 6. 2000 Police nad Metují) Petra Lánská (* 5. 1. 1978 Náchod)
- 2. Michal (* 24. 6. 1975 Broumov), vystudoval vysokou školu zemědělskou v Českých Budějovicích, obor provozní ekonomiky[16]
  - ∞ (28. 2. 2009 Kutná Hora) Andrea Pleskačová (* 8. 10. 1976 Kolín)
- 3. Lukáš (* 30. 12. 1979 Broumov), získal maturitu na střední lesnické škole v Trutnově, žije v Němčicích a spravoval rodinné lesy,[16] přešel na něj bývalý majorát[1]
  - ∞ (8. 11. 2008 Němčice) Eva Geblerová (* 18. 11. 1979 Praha)